# Kochany potwór
Kochany potwór (ang. Magic in the Water) – amerykańsko-kanadyjski film fabularny z 1995 roku w reżyserii Ricka Stevensona, wyprodukowany przez wytwórnię TriStar Pictures. Główne role w filmie zagrali Mark Harmon, Joshua Jackson i Sarah Wayne.
Premiera filmu odbyła się 30 sierpnia 1995 w Stanach Zjednoczonych.

## Fabuła
Do Glenorky przyjeżdżają na wakacje dwójka dzieci – Ashley i Joshua (Joshua Jackson). Opiekuje się nimi zapracowany ojciec Jack (Mark Harmon), który nawet w czasie kilku dni wolnych od pracy nie może przestać myśleć o obowiązkach. Wkrótce dzieci odkrywają, że w jeziorze żyje najprawdziwszy smok. Stwór okazuje się samotny i bardzo potrzebuje przyjaciół.

## Obsada
- Mark Harmon jako Jack Black
- Joshua Jackson jako Joshua Black
- Harley Jane Kozak jako Wanda
- Sarah Wayne jako Ashley Black
- Willie Nark-Orn jako  Hiro
- Adrien Dorval jako Wright Hardy
- Mark Acheson jako Lefty Hardy
- Anthony Towe jako Taka
- John Procaccino jako Frank

## Odbiór
Film Kochany potwór spotkał się z negatywną reakcją krytyków. W serwisie Rotten Tomatoes, 21% z dwudziestu czterech recenzji filmu jest negatywne (średnia ocen wyniosła 3,4 na 10).